# Stazione di Porto Torres Marittima (2004)
La stazione di Porto Torres Marittima era una fermata ferroviaria al servizio del comune di Porto Torres, capolinea della ferrovia per Ozieri Chilivani. Lo scalo, attivo nei pressi del porto di Porto Torres, fu realizzato negli anni 2000 per sostituire il precedente capolinea marittimo di piazza Cristoforo Colombo, venendo a sua volta sostituito nel decennio successivo dalla originaria stazione di Porto Torres, riattivata e ribattezzata anch'essa col nome di Porto Torres Marittima.

## Storia
L'impianto fu attivato da RFI il 15 aprile 2004, andando a sostituire la vecchia fermata di Porto Torres Piazza Cristoforo Colombo come capolinea della ferrovia per Chilivani. L'impianto, che prese il nome dell'originario scalo portuale turritano, fu costruito a ridosso della nuova stazione marittima di Porto Torres, di cui sfruttò le strutture, arretrando di circa 300 metri il termine della ferrovia rispetto alla fermata di piazza Cristoforo Colombo (situata nei pressi della torre aragonese e in seguito smantellata), e a circa 700 metri dalla stazione centrale della città turritana.

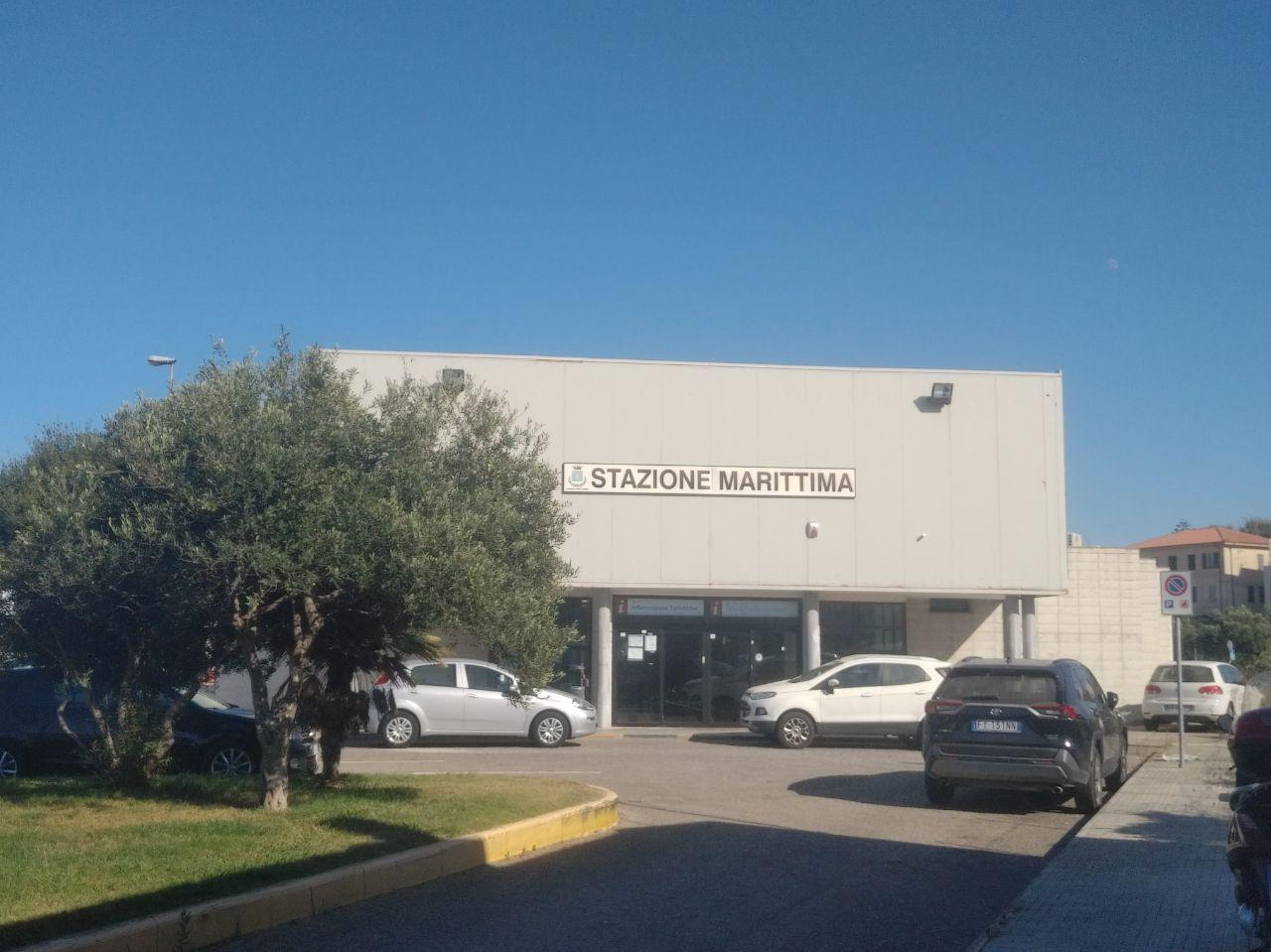
La fermata fu realizzata sul retro della stazione marittima turritana

La fermata venne utilizzata per circa un decennio finché fu deciso di spostare il capolinea ferroviario nella dismessa stazione di Porto Torres, posta a breve distanza e ripristinata per consentire di liberare l'area dell'impianto per ragioni di viabilità stradale e per creare aree di sosta per gli autoveicoli. L'ultimo treno venne ricevuto nell'impianto l'8 dicembre 2016; tre giorni dopo cessava dopo dodici anni di attività l'esercizio nella fermata, con lo spostamento del capolinea ribattezzato anch'esso Porto Torres Marittima.

## Strutture e impianti
La fermata sorgeva nell'area del porto commerciale di Porto Torres, e costituiva il capolinea della linea Ozieri Chilivani-Porto Torres, diramazione turritana della Dorsale Sarda.
L'impianto era dotato di un singolo binario (tronco), con annessa banchina, quest'ultima collegata alla limitrofa stazione marittima. Un secondo binario terminava, anch'esso tronco, prima del passaggio a livello di via Ponte Romano, a pochi metri dallo scalo. Non erano presenti fabbricati di RFI nell'area della fermata.
Lo scalo era impresenziato ed al momento della chiusura il movimento nell'impianto era controllato in remoto dal DCO di Cagliari

## Movimento
La fermata era servita dai treni regionali di Trenitalia che la collegavano con Sassari, Ploaghe, Chilivani e con i centri presenti lungo la Dorsale Sarda.

## Servizi
La fermata di Porto Torres Marittima era classificata commercialmente in categoria bronze da RFI, ed era accessibile a persone con disabilità di tipo motorio.

## Interscambi
Nel periodo di attività nei pressi dello scalo era presente una fermata degli autobus interurbani dell'ARST e delle autolinee urbane dell'ATP. Il porto turritano era inoltre collegato all'epoca della dismissione con Genova.
- Fermata autobus